# ゼクス・マーキス
ゼクス・マーキス（Zechs Merquise）は、アニメ『新機動戦記ガンダムW』の登場する架空の人物。本名はミリアルド・ピースクラフト。担当声優は子安武人。

## 人物
- 出身地：地球北欧圏サンクキングダム[1]
- 年齢：19歳（TV本編）[1]
- 身長：184センチメートル[1]
- 体重：76キログラム[1]
- 瞳色：ネイルブルー[1]
- 髪色：プラチナブロンド[1]

秘密組織OZ /スペシャルズに属する仮面を纏った士官。階級は本編開始時点で上級特尉。北欧系男性。初登場はテレビシリーズ第1話。
完全平和主義を唱えたサンクキングダム王国の王子として生を受けたが、王国を地球圏統一連合に滅ぼされると、ミリアルドは復讐のために仮面を被り、名をゼクスに変えて連合へ入り込む。やがてOZの中で頭角を現していき、ライトニング・バロン（閃光の男爵）、後には二級特佐に昇進してライトニング・カウント（伯爵）の異名を持ち、敵味方から恐れられるパイロットとなる。
実の妹のリリーナ・ドーリアン（本名〈あるいは旧名〉はリリーナ・ピースクラフト）と同様、ピースクラフト王家の血筋らしい美貌を持つが、闘争心の強い性格でもあり、相手にハンデを持たれることを嫌うなど青臭い一面もある。また、トレーズ・クシュリナーダには早くから正体を見抜かれており、有能な部下として評価されつつ動向に関心を寄せられていた。
シリーズ前半では、騎士道と合理的・能率的に破壊と殺戮を実行する近代的兵士のプロフェッショナリティの狭間で、葛藤する姿が多くみられた。
そのMS操縦技術は5人のガンダムパイロットと同等で、彼らとは幾度も干戈を交える。主人公のヒイロ・ユイとの初戦では機体性能の劣るリーオーを巧みに操り、ガンダムの動きを封じ込めた。常人では発するGによって命にも関わるトールギスを、最初は苦しみながらも短期間で御し、後にはトールギスの運動性のほうがゼクスの反応速度に追いつかなくなるなど、肉体の強靭さや反射神経などパイロットに要求される能力については、ヒイロたちにも劣らず高度なものを持つ。
しかし、OZへの裏切り行為を働いたという理由で、ロームフェラ財団が差し向けたMS部隊に正面から挑んだり、ピースミリオンに所属してからも真っ向からOZのモビルドール部隊を幾度も襲撃するなど、無軌道ともいえる戦闘を行う傾向がある。
ヒイロとは良きライバルとして幾度も交戦し、互いに苦心しながらもゼロシステムを使いこなすようになる。また、単独での活動を前提とするゲリラ兵として教育されてきたガンダムパイロットの面々と異なり、正規の訓練を受けた軍人であるために戦略眼はガンダムパイロットより優秀であるとされ、小説版『Endless Waltz』ではデキム・バートンの企みをいち早く見抜き、MO-IIIを強襲できたのはそのためであると明かされている。
一部では、「部下殺し」という不名誉な二つ名を陰で口にする者もいたが、王族という出自や部下に対しては明朗な気さくさも持ち合わせていたことから、OZ内でゼクスに信望を寄せる者は多かった。
士官学校の同期であったルクレツィア・ノイン（共に10歳の頃、トレーズ率いるOZスペシャルズの一員だった）とは、恋人同士ともいえない微妙な友情を抱き合う関係であり、加えてノインの方はゼクスに対して一歩引いた態度で接していたが、強い信頼感を互いに秘めていた。しかし、ノインは次第に立場を違えて敵同士となり、ゼクスの考えをすぐには理解できず悩む。ゼクスのほうも立ち塞がるノインを倒せないことを理想を貫ききれない弱さであると感じ、自分自身の甘さをなじる。それでも最終的には和解し、せめて傍でその戦いを見届けることを望むノインに、ゼクスは「好きにするがいい」とそれを許す。
それから1年後のマリーメイア軍との戦いでも、ノインと共に数百機のサーペントへ挑んで窮地に陥るが、互いの背中を守り合った。その乱が終結した後は火星へのテラフォーミング事業にノインと共に向かっており、絆の強さが窺える。
火星ではノインとの間に双子のナイナ(姉)とミル(弟)を授かっている。
名前の由来はドイツ語の6（sechs ゼクス）、および英語の侯爵（Merquise マーキス）であるが、TVシリーズ本編開始時点での彼の爵位は上記の通り男爵（Baron バロン）である。

## 劇中の活躍

### 新機動戦記ガンダムW EPISODE ZERO
本編から4年前、テロリストの鎮圧に赴いた際に、テロリストに人質に取られたリリーナと再会、救出する。しかし、この時は自らの素性を話す事無く『星の王子様』とだけ名乗り、その場から立ち去る。

### 新機動戦記ガンダムW
スペシャルズの部隊長で、地球に降下してきたウイングガンダムを迎撃するなどの功績を認められ、トレーズからは高い信頼を得ている。アニメ前半は主にトールギスを駆り、ガンダムパイロットと幾度も戦う。しかし、次第に彼らの生き方に影響され、戦士としてのあり方に疑問を持ち、南極での決闘後、ロームフェラ財団の調査隊に捕らえられる。トレーズからの赦免を蹴る形でOZから差し向けられた刺客の部隊を振り切り、ハワードの助力を得て、トールギスで宇宙に上がり、サンクキングダム親善大使ミリアルド・ピースクラフトと名乗り、コロニーに和平と非武装化を説き続ける。しかし時代の流れを変えることが出来ず、また、戦場ではゼクス・マーキスとして仮面を被り2つの顔を使い分けることになる。
後に宇宙で放置されたウイングガンダムゼロを得、地球に降りてヒイロのガンダムエピオンと乗機を交換しエピオンを駆り、ミリアルド・ピースクラフトと名乗りホワイトファングの指導者となる。人類に戦争の愚かさを見せ付けるため、戦争の根源である地球の存在を否定、地球にリーブラを落とし核の冬に陥れようとする。最終的にはヒイロ・ユイの乗るウイングガンダムゼロと一騎討ちを繰り広げるも敗退、リーブラの動力部の爆発の中にガンダムエピオンと共に消えた。
漫画版では、リーブラの破壊方法がTV版と異なる（エピオンを含めた6機のガンダムでツインバスターライフルを放つ）為、行方不明になる事は無くエピローグでトレーズの墓に訪れている姿が描かれている。

### 新機動戦記ガンダムW Endless Waltz
一年間行方不明になっていた（どのようにリーブラから脱出したのかは不明）が、マリーメイア軍が蜂起すると、レディ・アンの元に訪れ「プリベンター・ウインド」のコードネームを名乗り、トレーズの形見となるトールギスIIIを駆り、マリーメイア軍と戦う。
マリーメイア軍の主戦力であるサーペント部隊の居場所を唯一見抜き、MO-IIIを強襲するが、真のオペレーション・メテオまでは見抜けず、X-18999コロニーを地球に落とすとデキムに宣告された上、サーペント部隊の地球降下を許してしまう。コロニーの安定後はトールギスIIIのメガキャノンでMO-IIIを破壊するが、デキムはMO-IIIの爆破寸前に脱出したため取り逃がす。
地球降下後はノインのトーラスと連携し、多数のサーペントを撃破。反乱終結後はノインと共に火星のテラフォーミングを行うために宇宙へ旅立っていった。

### 新機動戦記ガンダムW Frozen Teardrop
M,C歴に入った火星において、自ら『キュレネの風』を名乗って行動している。劇中ではノインとの間に双子の姉弟（ナイナ、ミル）が生まれており、子供達と共に火星での戦いに踏み込んでいくことになる。火星南北戦争の終結後には、ノイン、ナイナ、ミルを連れて北部の牧場暮らしで戦いとは無縁の生活を開始する。愛機はトレーズが使用していたトールギスⅡのパーツを基に開発されたトールギスヘブン。
サンクキングダムが滅びた後、わずか10歳でトレーズ・クシュリナーダが結成した『OZスペシャルズ』の創設期パイロットとなる。しかし作戦行動中、戦友であるエルヴ・オネゲルと共に反乱軍に拘束され、後にガンダムを開発する博士達のもとでテストパイロットとして従事している。

## 搭乗機
主な搭乗機
- OZ-00MS トールギス(テレビアニメ版)
  - OZ-00MS トールギス(EW版)(敗者たちの栄光)
  - OZ-00MS トールギスF(敗者たちの栄光)
  - トールギスヘブン
  - OZ-00MS2B トールギスIII

- OZ-13MS ガンダムエピオン(テレビアニメ版)
  - OZ-13MS ガンダムエピオン(EW版)(敗者たちの栄光)

その他の搭乗機
- OZ-06MS リーオー
  - リーオーIV型『グライフ』(敗者たちの栄光)

- XXXG-00W0 ウイングガンダムゼロ(テレビアニメ版)
  - XXXG-00W0 ウイングガンダムゼロ(EW版) (敗者たちの栄光)

## その他
- 初期設定ではニュータイプであり、『コミックボンボン』連載の漫画版にもゼクスがニュータイプであるというセリフが存在する。しかしその後、『ガンダムW』の世界観にはニュータイプを出さないことになり、TV版ではその単語が出ることは無かった。[要出典]

## 評価
『愛と戦いのロボット 完全保存版』で発表されたアンケート「みんなで選ぶロボットアニメーションベスト100」では、「一番美しい悪役・敵役は？」で第25位（ゼクス名義）、第43位（ミリアルド名義）にランクインした。